# كوه نور

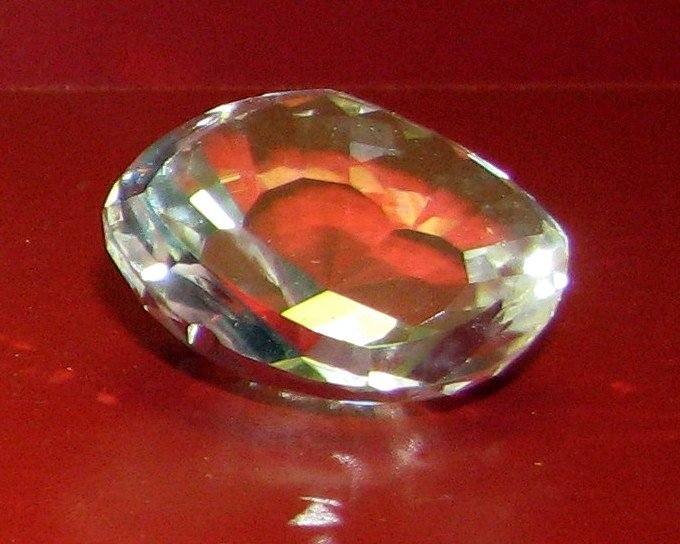
جوهرة كوه نور.

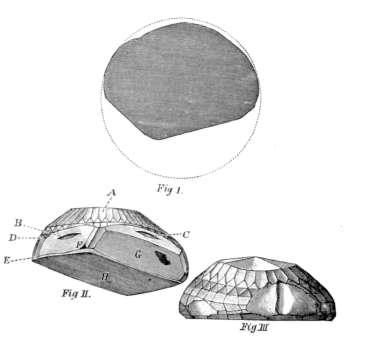

الكوة نور (بالفارسية: كوه نور) وتعني «جبل النور» هي الماسة 105 قيراط (21. 6 غرام) كانت الأكبر في العالم لوقت معين. يرجع أصلها إلى كولور في منطقة غنطور في ولاية أندرا براديش الهندية. وقد تملكها حكام هندوس ومغول وإيران وأفغان وسيخ وبريطانيون. حتى استحوذت عليها شركة الهند الشرقية وأصبحت جزأً من جواهر التاج البريطاني عندما أهديت للملكة فيكتوريا عندما توجت امبراطورة على الهند عام 1877.

## الهند والحجارة الثمينة
اشتهرت الهند منذ أقدم الأزمنة بما تنتجه من الحجارة الثمينة. ففي العصور الغابرة، كان حكام الهند يتنافسون مع بعضهم البعض على اقتناء المجوهرات الأكثر بريقا ولمعانا. والحقيقة أن عظمة أي ملك كانت تقاس بعدد المجوهرات التي كان يقتنيها. وكانت تلك المجوهرات تتمثل بالألماس، والأدوات المرصعة بالألماس والياقوت واللؤلؤ. وكانت تقدم على شكل هدايا من الزعماء إلى الملوك الذين كانوا بدورهم يقدمونها لمليكاتهم أو يهدونها أيضا لملوك آخرين.
وفي بعض الأحيان كان يتم الاستيلاء على المجوهرات بالقوة كغنائم حرب. وكثيرا ما كانت في واقع الأمر تشارك في صناعة التاريخ، بل وتخلف وراءها قصصاً شائعة حتى اليوم. وفي ذلك الإطار تفخر الهند بحقيقة أنها هي التي أنتجت ألماسة كوه نور.

## أساطير حول كوه نور
مازال الغموض يلف حول مصدر الألماسة، وظهرت كثير من الأساطير الهندية حول مصدرها ومن تلك الاساطير:
- أن إله الشمس قدمها هدية للأرض.
- وتقول أخرى أنها اكتشفت في حوض نهر جودافيري عام 3200 ق م، وكان يرتديها كارنا راجان ملك أنجا الذي قتل في إحدى معارك «الحرب الكبرى».
- وهناك أسطورة ثالثة تقول أن كوه نور ما هي إلا قطعة من ألماسة أسطورية أكبر وأقدم تدعى المغول الأكبر. ويقال أن تلك الماسة التي لا تقدر بثمن كانت تزن 793 قيراطا، وقد اختفت بصورة غامضة عام 1665، ولم تشاهد بعد ذلك أبداً. والحقيقة أن التاريخ يتمازج بالأساطير في هذه الحكايا القديمة.

## تاريخ ملكية كوه نور
يعتقد بأن أول من امتلك ألماسة كوه نور كان راجا (أمير) ملوى. كما يقال أنه عندما غزا علاء الدين مملكة ملوى، كانت بين الغنائم ماسة مذهلة «لا يضاهيها شيء في العالم». إلا أنها سرعان ما اختفت عن الأنظار على مدى القرنين اللاحقين. كما يعتقد أيضا أن ملوكا متعددين وضعوا أيديهم عليها في أوقات مختلفة. على أن تاريخها الحقيقي يبدأ مع دخول الإمبراطور المغولي بابور إلى مسرح الأحداث في الهند.
في عام 1523 احتل بابور مدينة لاهور. وفي تلك الحقبة كان يتولى عرش دلهي حاكم يدعى إبراهيم لودهي. وإذا كان أسلافه قد اشتهروا بحسن معاملتهم لرعيتهم، فإن إبراهيم كان على عكسهم، قاسي القلب لا يعرف الرحمة، حتى أنه كان يلقي بمن يرتكب أصغر الهفوات في غياهب سجونه حتى يلقى حتفه مقيدا بالسلاسل والقيود. ولذا لم يكن من المستغرب أن يطلب كبار رجالات عهده النجدة من بابور الذي لبى طلبهم بسرور.
في 12 أبريل 1526، وصل جيش المغول إلى بانيبات حيث أقام معسكره وسط سهل شاسع، وكان لدى بابور 12.00 جندي فقط. لكن جيش لودهي الذي يتفوق عدة وعددا على خصمه خسر المعركة على الرغم من استخدامه ألف فيل مدربين على خوض المعارك.
ثم وردت إلى بابور تقارير مفادها أن قلعة أجرا تضم كنزا هائلا يشمل الألماسة التي يفوق حجمها ووزنها وبريقها كل وصف ومقارنة. وعندما وضع بابور يده على الألماسة، قدر ثمنها بما يعادل ثمن طعام العالم بأجمعه ليومين كاملين. وتذكر الأسطورة أن وزنها آنذاك كان 789 قيراطا، أو ما يقل قليلا عن كيلوغرامين!
حكم بابور الهند أقل من أربعة أعوام، حيث مات في 26 ديسمبر 1530م بعد مرض لم يمهله طويلا. وانتقلت الجوهرة بعده إلى ابنه همايون، ثم إلى سلسلة متعاقبة من ملوك المغول، بمن فيهم شاه جيهان الذي بنى تاج محل، والذي رصع عرشه الشهير باسم عرش الطاووس بألماسة كوه نور التي احتلت مكان إحدى عيني الطاووس.
وبعد وفاة شاه جيهان، انتقلت الألماسة إلى ابنه «أورنكزيب» الذي تباهي بها أمام الرحالة والمغامر الفرنسي تافيرنييه خلال جولة هذا الأخير في الشرق بحثا عن الحجارة الكريمة النادرة. وقد ترك تافيرنييه للتاريخ أول رسم توضيحي بيده لماسة كوه نور. وعلى الرغم من أنها كانت ما تزال تعتبر أثمن جواهر التاج، إلا أنها تعرضت لأضرار فادحة قلصت من وزنها وقيمتها، وذلك على يد قاطع ألماس من البندقية يدعى هورتنسيو بورجيو، حيث تبين بعد ثلاثة أعوام ونصف العام من العمل أنه يفتقر للكفاءة والمهارة في عمله. وهكذا تقلصت كوه نور على يديه الجاهلتين إلى 280 قيراطا (أقل من 600 غرام) فقط، بطول 4.05 سم وعرض 1.58 سم. وقد بلغ الغضب من «أورنكزيب» أشده بسبب غباء هورنتسيو فصادر جميع ممتلكاته وأدواته، وكان يفكر جديا بقطع عنقه.
إلا أن كوه نور، وعلى الرغم من كل الضرر الذي لحق بحجمها وقيمتها، حافظت على سحرها الغامض، وبقيت روعتها مثار إعجاب، علما بأن هناك اختلافا واسعا حول ما يعتقده البعض من أن الألماسة تمتلك سرا سحريا يجنح بها نحو التأثير الشرير أكثر مما تزعمه الأساطير عن تفاحة إيريس الشهيرة.
كانت وفاة «أورنكزيب» إيذانا بقرب نهاية إمبراطورية المغول. فخلفاؤه كانوا ملوكا ضعافا وكسالى، ولذلك طوتهم أجنحة النسيان بسرعة. وقد تعرضت الإمبراطورية تحت حكمهم للتراجع والتقسيم عبر الثورات وحركات العصيان. وكان الوزراء يحتفظون بالنفوذ بين أيديهم، مستغلين القلاقل السياسية المتزايدة ليحققوا المكاسب والمنافع على حساب شعب الإمبراطورية.
وفي 22 سبتمبر 1719م، تم تتويج محمد شاه إمبراطوراً على دلهي، ولم يكن قد بلغ السابعة عشرة من عمره بعد. وكان شابا يعشق مباهج وملذات الحياة، من دون أن يهتم بالأخطار الكامنة وسط بلاطه، مما دفع إمبراطورية المغول نحو الغرق البطيء في هاوية الانحلال والتفسخ.
وعلى الجانب الآخر من الحدود، كان نجم الإمبراطورية الفارسية في صعود. فقد نجح نادر شاه أفشار، وهو ابن راع فقير، في خلع الملك وتنصيب نفسه مكانه. وبعد أن رسخ أقدامه في إيران، زحف على أفغانستان واحتل مدنها سريعا، ثم شق طريقه إلى دلهي. وفي عام 1739، دارت في سهول كارنال على مسافة 50 كيلومترا من المدينة معركة حاسمة لقي في الجيش الهندي هزيمة ساحقة.
ولقد ذهل نادر شاه لما رآه من فخامة وبذخ في البلاط الهندي، فأخذ يتفحص كل ما يلقاه باهتمام كبير. كما أنه استمتع فعلا بكرم الضيافة الذي أبداه محمد شاه الذي لم يأل جهدا في إقامة الولائم الباذخة للغزاة. وبعد أيام، قام السكان بقتل عدد من الجنود الفرس، فأمر نادر شاه جنوده باستباحة المدينة، وحدثت مذبحة عامة يقال أن عدد ضحاياها تراوح بين 20.000 و150.000 شخص، كما نهبت المدينة. ولم تتوقف المذبحة إلا بعد أن تعهد محمد شاه بأن يؤدي للغزاة تعويضات حربية، وأن يسلم نادر شاه الكنز الإمبراطوري، بما فيه عرش الطاووس الذي كان مفخرة إمبراطورية المغول.
لكن الألماسة الشهيرة لم تكن بين الغنائم. فقد نجح محمد شاه بإخفائها في عمامته بطريقة سرية لا يعلمها سوى بعض الخاصة. وكان بين هؤلاء خصي يعمل في قصر حريم الإمبراطور، فأقدم على البوح بالسر لنادر شاه طمعا في المكافأة. ووضع هذا خطة ذكية لحرمان محمد شاه من الجوهرة الثمينة. ومع اقتراب موعد رحيله عائدا إلى إيران، أمر نادر شاه بإقامة حفل شامل يعيد فيه إلى محمد شاه مقاليد الأمور في إمبراطورية المغول.
وفي مطلع مايو 1739، قام خلال الحفل بتذكير محمد شاه بتقليد قديم يقضي بتبادل العمامات بين الملوك كعلامة على علاقات الصداقة والأخوة. وسرعان ما خلع عمامته فور انتهائه من كلامه، وقدمها لمحمد شاه الذي أصيب بالذهول، ولم يجد بدا من انتزاع عمامته وتقديمها لغريمه الذي وضعها على رأسه مزهوا. وتابع محمد شاه مراسم الاحتفال بعد أن تمالك نفسه، حتى أن نادر شاه شك في حقيقة الدسيسة التي وصلته. وبقي طيلة السهرة يتساءل عما إذا كانت الألماسة حقا في العمامة.
بعد الاحتفال، هرع نادر شاه إلى جناحه، وهناك حل عمامته فإذا بالألماسة أمامه بكل روعتها. ووقف إمبراطور إيران أمامها مذهولا ومأخوذا ببريقها الذي لم يسبق له أن رأى مثله، ثم قال متعجبا: كوه نور! وهذه كلمة فارسية تعني «جبل النور». وهكذا كسبت الجوهرة اسمها هذا منذ تلك اللحظة. وقد احتفظ نادر شاه بعد عودته إلى بلاده بالجوهرة قريبا منه وفي متناول يده على الدوام.
لم يلبث نادر شاه أن اغتيل بعد أمد قصير، فوقعت الألماسة في يد أحمد شاه درانى، وهو واحد من أمهر قادة الشاه الراحل. وقد أصبح فيما بعد ملكا على أفغانستان. وبعد وفاته عام 1772، اندلعت المعارك بين أبنائه المتنافسين على خلافته، فانتقلت كوه نور إلى ابنه شاه شجاع ميرزا الذي ما لبث أن تعرض للهزيمة والأسر على يد أخيه محمود شاه. لكنه تمكن قبل أسره من إرسال زوجته البيجوم وفاء وعائلته للالتجاء لدى المهراجا رانجيت سينغ (المعروف باسم رانجيت الأسد)، وقد نجحت البيجوم وفاء في الوصول إلى لاهور حاملة الألماسة معها.
حزنت البيجوم وفاء كثيرا عندما بلغتها أنباء أسر زوجها، فأرسلت الرسل إلى رانجيت سينغ تناشده استخدام نفوذه لإطلاق سراحه، ووعدته بأن تقدم له الألماسة مقابل ذلك. وهكذا زحف سينغ بجيشه على أفغانستان وأطلق سراح شاه شجاع. وعندما حصل على كوه نور، قام بترصيع عمامته بها، ثم ما لبث أن أمر بصنع عصبة قماشية خاصة بالذراع، وثبت كوه نور عليها. وكان يرتديها في جميع المناسبات المهمة. وقد بقيت الألماسة مكانها نحوا من 20 عاما، وحتى وفاة رانجيت سينغ عام 1839. وقد حاول رجال الدين لديه إقناعه بمنح كوه نور لمعبد جاغاناث. لكنه عندما وافق على ذلك، كان قد فقد القدرة على الكلام. فما كان من أمين كنوزه أن رفض تسليم الجوهرة للكهنة على اعتبار أنه لم يستلم أمرا بذلك. وفي عام 1849 قام داليب سينغ بتسليم الألماسة للبريطانيين بموجب معاهدة أبرمت بين الطرفين في أعقاب الحرب البريطانية ضد السيخ. وقد نصت المعاهدة على «يجب على مهراجا لاهور تسليم الألماسة المسماة كوه نور، والتي أخذها رانجيت سينغ من شاه شجاع الملك، إلى ملكة إنجلترا.»
وضع جون لورنس/ مدير شؤون المستعمرة، الألماسة في جيب صديريه، وسرعان ما نسي أمرها. وعندما سئل عنها، لم يكن لديه أية فكرة، فأسرع إلى البيت حيث سأل خادمه عنها. فأجابه هذا: أجل، عثرت على صندوق صغير في جيب صديري سيدي، وكان بداخله قطعة زجاج!!
سارع الحاكم العام للهند، اللورد دالهاوسي، بإرسال الألماسة فور وصولها إليه إلى إنجلترا، بعد أن اتخذ جميع ما يلزم من إجراءات لضمان سلامتها خلال الرحلة في البر والبحر. وقد أحيطت الخطة بالكتمان الشديد حتى أن قبطان البارجة ميديا التي نقلتها من شواطئ الهند في 6 إبريل 1850 لم يكن لديه أية فكرة عن الشحنة الثمينة التي تنقلها سفينته. وفي 3 يوليو قام مدراء شركة الهند الشرقية رسميا بتسليم كوه نور للملكة فيكتوريا في احتفال خاص أقيم في قصر باكينغهام. وقد أزيلت الألماسة عن قاعدتها، وقدر جوهري الملكة وزنها بحوالي 186 قيراطا. وقد بدا واضحا أن الألماسة تعرضت لعملية قطع أخرى بين الوقت الذي رسم تافيرنييه صورتها ووصولها إلى إنجلترا.
لكن الجوهرة لقيت انتقادا واسعا بعد عرضها للعموم حيث كان الناس معتادين على القطع الموشوري المقلوب الذي يبرز بريق الألماس، لا على القطع المغولي. وهكذا قررت الملكة بعد استشارة الآخرين أنه بالإمكان تحسين مظهر بريق كوه نور عبر إعادة قطعها بالأسلوب المعروف. وقد استغرقت عملية إعادة القطع 38 يوما فقط، وكلفت 8.000 جنيه. وكانت النتيجة ألماسة بيضوية (موشوران متحدان عند القاعدة) بوزن 108.93 قيراط. وعلى الرغم من كل الجهود، يمكن القول أن النتيجة لم تكن مرضية؛ حيث فقدت الألماسة الكثير من وزنها ومن قيمتها التاريخية والقياسية كأكبر حجر ثمين معروف.
إلا أن كوه نور لم تفقد أيا من غموضها الأصلي. وفي عام 1992، ذكرت مطبوعة خاصة بمقتنيات الملكة أنه تم مراجعة وزن الألماسة، فوجد أنه105.602قيراط، وليس 108.93 قيراطا. وأضافت أن أبعادها هي 36.00x31.90 x13.04 ملم. وقد جرى وضعها في الصليب المالطي الموجود على تاج الملكة إليزابيت. وتقبع الألماسة اليوم مع غيرها من نفائس التاج البريطاني في خزانة عرض دائرية موجودة في السرداب المسمى «بيت الجوهرة» في برج لندن، بعيدا عن أي دور في المؤامرات والاغتيالات والمعارك وصراعات الأخوة التي أشعلها الحسد والجشع في الماضي. كما أن ملايين الزائرين الذين يتمتعون برؤيتها كل عام لا يعلمون الكثير عن تاريخها وما شاركت فيه من أحداث عبر قرون طويلة.